# Metanol (combustible)
El metanol se suele usar como combustible, generalmente mezclado con la gasolina, pero debido a los inconvenientes que presenta, no es tan popular como otros, como pueda ser el etanol. La ventaja más destacada que presenta, es su sencilla fabricación, partiendo del metano, o a través de la pirólisis de la materia orgánica. Sin embargo, la pirólisis no es conveniente a no ser que se trabaje a nivel industrial, pues de otra manera no convendría económicamente. Otra desventaja es su alta toxicidad, por lo que se debe tener bastante atención y cuidado con su manejo a la hora de obtenerlo o usarlo. El metanol se considera un producto petroquímico de tipo básico, partiendo del cual se consiguen diversos productos secundarios. En la actualidad, los desarrollos científico-tecnológicos han permitido su producción a escala no industrial desde  dióxido de carbono.

## Toxicidad
A diferencia del etanol, el metanol es un producto tóxico; la exposición extensa a él podría provocar daños irreversibles para la salud, incluyendo ceguera. La exposición máxima permitida en los EE. UU. en el aire (40 h/semana) es de 1900 mg/m³ para el etanol, de 900 mg/m³ para la gasolina, y de 260 mg/m³ para el metanol. Es también tremendamente volátil y por lo tanto aumentaría el riesgo de incendios o de explosiones. Además de los importantes riesgos de incendio y de explosión, una volatilidad más alta significa más emisiones por evaporación.
En la atmósfera y en el hígado, el metanol se oxida en dos toxinas altamente potentes: formaldehído (usado como conservante para la materia orgánica muerta en laboratorios), y ácido fórmico (el veneno encontrado en picaduras de la hormiga).
Los convertidores catalíticos degradarían en general estas dos toxinas de forma similar a como lo hacen ya con el dióxido de azufre (SO2), óxidos de nitrógeno (NOX), o moléculas de monóxido de carbono (CO) si no fuera por el hecho de que los convertidores catalíticos funcionan por debajo de la temperatura requerida hasta que el vehículo ha recorrido unos 10-15 km (unas 5-10 millas).
Es posible superar este problema ambiental de dos maneras. En primer lugar, existe la opción (muy costosa) de agregar más elementos catalizadores al panal de aluminio del convertidor. Pero los catalizadores suelen ser el platino, el paladio, y el rodio metales muy raros y por lo tanto caros. Como ejemplo, el paladio cuesta cerca de 5500 €/kg. El platino cuesta aún más: 26.200€/kg. Este es el motivo por el cual los convertidores catalíticos contienen tan poco catalizador: los catalizadores son demasiado costosos para ser utilizados extensamente de manera que se consiguiese el rendimiento que se espera de ellos.
Alternativamente, un calentador eléctrico (como el calentador de motores diésel) serviría para precalentar el convertidor  un poco más que el motor por sí mismo más rápidamente. El convertidor catalítico todavía estaría funcionando por debajo de la temperatura requerida por un cierto tiempo, pero menos que en un vehículo sin modificar, así los niveles de contaminación se reducen perceptiblemente. Obsérvese que los vehículos híbridos son más fáciles de modificar pues tienen ya sistemas de batería que pueden proveer suficiente energía para calentar el catalizador a una temperatura más adecuada, mientras que los coches convencionales pueden necesitar modificaciones eléctricas.
Un problema adicional del metanol es que su contenido en energía, su PCI, es de solamente el 45% que el de la gasolina y el 75% del etanol.

### Comparaciones
| Combustible            | Densidad energética | Porcentaje de Mezcla Aire y Combustible | Energía Específica | Calor de Vaporización | RON   | MON   |
| ---------------------- | ------------------- | --------------------------------------- | ------------------ | --------------------- | ----- | ----- |
| Gasolina y Biogasolina | 32 MJ/L             | 14.6                                    | 2.9 MJ/kg air      | 0.36 MJ/kg            | 91–99 | 81–89 |
| Butanol                | 29.2 MJ/L           | 11.1                                    | 3.2 MJ/kg air      | 0.43 MJ/kg            | 96    | 78    |
| Etanol                 | 19.6 MJ/L           | 9.0                                     | 3.0 MJ/kg air      | 0.92 MJ/kg            | 107   | 89    |
| Metanol                | 16 MJ/L             | 6.4                                     | 3.1 MJ/kg air      | 1.2 MJ/kg             | 106   | 92    |

## Biometanol
El metanol es un combustible alternativo para motores de combustión interna y otros, ya sea en combinación con gasolina o directamente ("puro"). Se utiliza en los coches de carreras y en China. En los EE. UU., el combustible de metanol ha recibido menos atención que el combustible etanol, como una alternativa a los combustibles derivados del petróleo; ya que en la década de 2000 en particular, con el apoyo de etanol a base de maíz, le ofrecía ciertas ventajas políticas. En general, el etanol es menos tóxico y tiene una mayor densidad de energía, aunque el metanol es menos caro de producir sosteniblemente y es una manera menos costosa para reducir la huella de carbono. Sin embargo, para optimizar el rendimiento del motor, la disponibilidad de combustible, la toxicidad y ventajas políticas, una mezcla de etanol, metanol y el petróleo es probable que sea preferible al uso de cualquiera de estas sustancias individuales. El metanol se puede hacer a partir de recursos fósiles o renovables, en particular gas natural y biomasa, respectivamente.

## En la práctica
En Brasil se intentó agregar un porcentaje de metanol a la gasolina y casi fue aprobado un experimento piloto propuesto por un grupo de científicos que investigaban la adición a la gasolina de metanol entre 1989 y 1992. El experimento a gran escala que debía ser probado en São Paulo fue vetado a última hora por el alcalde de la ciudad, por la preocupación por la salud de los trabajadores de las gasolineras (la mayoría de los cuales son analfabetos y no se puede esperar que sigan medidas de seguridad). Hasta 2006, la idea no ha vuelto a proponerse.
Desde el accidente de siete coches en las 500 millas de Indianápolis en la segunda vuelta de 1964 se decidió prohibir la gasolina cuando Eddie Sachs y Dave McDonald murieron en el choque. Sin embargo, cuando el coche de Johnny Rutherford empezó a arder al entrar en la bola de fuego que se había producido el incendio que formó fue mucho menor al estar su coche lleno con metanol.
Hoy en día se utiliza metanol puro o mezclas de metanol y etanol en una proporciones 90%, 10% respectivamente.